# Alphonse Didier-Nauts
Alphonse Didier-Nauts va ser un ciclista belga, que competí de manera amateur. Especialista en la pista, va aconseguir el Campionat del món de velocitat de 1900.

## Palmarès
- 1900
  -  Campió del món amateur en Velocitat